# 読響Symphonic Live〜深夜の音楽会
『読響Symphonic Live〜深夜の音楽会』（よみきょうシンフォニックライブ しんやのおんがくかい）は、2008年10月から2012年3月まで日本テレビ系列・BS日テレにて放送されていたクラシック音楽番組。

## 概要
基本的に毎月第2水曜日の翌日未明に地上波で放送されるが、特番編成や放送時間拡大なの場合、イレギュラーな時間（番組初期には曜日変更となる月もあり）で放送されることがあった。番組終了時点での基本放送時間は2:14 - 3:14であった。
- ビギナー向け解説の目立った前身『TANTOクラシック!』に比べ、演奏自体を中心にした構成となっており、曲目も硬軟織り交ぜて放送していた。回によってはかなりマニアックな曲が放送されることもあった。
- タイトルにある『深夜の音楽会』とは、前々番組のタイトルでもあった。
- 『TANTOクラシック!』の放送予定告知としてオンエアされた2008年10月放送分の内容は、そのまま『読響Symphonic Live 深夜の音楽会』にて放送されている（両番組公式サイトの記述による）。

2012年3月15日をもって、当番組の放送を終え、番組名改題および放送週を変更の上、毎月第3水曜日の翌日未明2:29 - 3:29に『読響シンフォニックライブ』が放送されている。

## 出演

### 管弦楽
- 読売日本交響楽団

### 指揮
- シルヴァン・カンブルラン
- 下野竜也
- スタニスラフ・スクロヴァチェフスキ ほか

### 司会
- 古市幸子 （当時日本テレビアナウンサー）

## スタッフ
- 構成：新井鴎子
- プロデューサー・演出：斎藤政憲
- ディレクター：酒井柚香、小室恵子、藤野はるか、佐々木理子
- アシスタントディレクター：吉田祐子、持田詩織
- 企画：古野千秋
- チーフプロデューサー：藤井淳
- 製作著作：日本テレビ

## テーマ曲
平野公崇作曲「七つの絵〜有元利夫に捧ぐ〜」　

## 収録
読売日本交響楽団の主催公演にカメラを入れて収録するほか、日本テレビ主催による「公開録画」が1年度に3回行われた。「公開録画」の観客は、事前応募による招待制である。

## 放送内容
| 放送回 | 放送日               | 曲目 |
| ------ | -------------------- | --- |
| 1      | 2008年10月09日（木） | リムスキー＝コルサコフ：交響組曲「シェエラザード」(指揮：小林研一郎) モーツァルト：ヴァイオリン協奏曲第4番から(ヴァイオリン：アリーナ・ポゴストキーナ、指揮：小林研一郎)                                                                                                 |
| 2      | 2008年11月13日（木） | 伊福部昭：日本狂詩曲から(指揮：井上道義) リスト:ハンガリー狂詩曲第2番(指揮：井上道義) ラヴェル：スペイン狂詩曲から(指揮：井上道義) |
| 3      | 2008年12月11日（木） | R.シュトラウス：楽劇「サロメ」から(指揮：沼尻竜典、ソプラノ：大岩千穂) |
| 4      | 2009年1月25日（日）  | ベートーヴェン：交響曲第6番「田園」(指揮：オスモ・ヴァンスカ) |
| 5      | 2009年2月12日（木）  | カレヴィ・アホ：交響曲第9番から(トロンボーン：クリスチャン・リンドバーグ、指揮：オスモ・ヴァンスカ) ブラームス(シェーンベルク編)：ピアノ四重奏曲第1番(指揮：広上淳一) |
| 6      | 2009年3月14日（土）  | ブラームス：ヴァイオリンとチェロのための二重協奏曲(ヴァイオリン：ルノー・カプソン、チェロ：ゴーティエ・カプソン、指揮：広上淳一) ワーグナー：楽劇「ニュルンベルクのマイスタージンガー」から「第1幕への前奏曲」(指揮：沼尻竜典)                                           |
| 7      | 2009年4月09日（土）  | モーツァルト：ピアノ協奏曲第23番(ピアノ：フランク・ブラレイ、指揮：上岡敏之) R.シュトラウス：楽劇「ばらの騎士」組曲(指揮：上岡敏之) |
| 8      | 2009年5月14日（木）  | ロドリーゴ：アランフェス協奏曲(ギター：村治奏一、指揮：藤岡幸夫) シベリウス：交響曲第5番(指揮：藤岡幸夫) |
| 9      | 2009年6月11日（木）  | ラヴェル：組曲「クープランの墓」から(指揮：シルヴァン・カンブルラン) ラモー：歌劇「ダルダニュス」組曲から(指揮：シルヴァン・カンブルラン) ベルリオーズ：幻想交響曲から(指揮：シルヴァン・カンブルラン)                                                                   |
| 10     | 2009年7月09日（木）  | シューマン：交響曲第4番レクチャーコンサート(指揮と解説：下野竜也) |
| 11     | 2009年8月13日（木）  | ラヴェル：ピアノ協奏曲(ピアノ：清水和音、指揮：パオロ・カリニャーニ) ホルスト：組曲「惑星」から(指揮：パオロ・カリニャーニ) |
| 12     | 2009年9月10日（木）  | 矢代秋雄：ピアノ協奏曲(ピアノ：中村紘子、指揮：下野竜也) |
| 13     | 2009年10月15日（木） | プッチーニ：歌劇「トゥーランドット」(前半)(東京芸術劇場シアターオペラ、指揮：井上道義) |
| 14     | 2009年11月26日（木） | プッチーニ：歌劇「トゥーランドット」(後半)(東京芸術劇場シアターオペラ、指揮：井上道義) |
| 15     | 2009年12月03日（木） | ドヴォルザーク：チェロ協奏曲 ：横坂源、指揮：小林研一郎) ハイドン：交響曲第45番「告別」から(指揮：小林研一郎) |
| 16     | 2010年1月21日（木）  | ラフマニノフ：ピアノ協奏曲第2番(ピアノ：辻井伸行、指揮：下野竜也) |
| 17     | 2010年2月15日（月）  | ブルックナー：交響曲第9番(指揮：スタニスラフ・スクロヴァチェフスキ) |
| 18     | 2010年3月11日（木）  | メンデルスゾーン：交響曲第5番「宗教改革」から(指揮：下野竜也) メンデルスゾーン：ピアノ協奏曲第1番(ピアノ：小菅優、指揮：下野竜也) |
| 19     | 2010年4月15日（木）  | モーツァルト：ヴァイオリンとヴィオラのための協奏交響曲(ヴァイオリン：ライナー・ホーネック、ヴィオラ：鈴木康浩、指揮：マリン・オールソップ) ブラームス：交響曲第2番から(指揮：マリン・オルソップ)                                                                         |
| 20     | 2010年5月13日（木）  | ワーグナー：楽劇「トリスタンとイゾルデ」から「前奏曲と愛の死」(指揮：レイフ・セーゲルスタム) ワーグナー：楽劇「ニュルンベルクのマイスタージンガー」から「第1幕への前奏曲」(指揮：レイフ・セーゲルスタム) ヨーゼフ・シュトラウス:ワルツ「隠された引力」(指揮：上岡敏之)他 |
| 21     | 2010年6月10日（木）  | ブルックナー：交響曲第8番から(指揮：スタニスラフ・スクロヴァチェフスキ) |
| 22     | 2010年7月15日（木）  | バルトーク：二つの映像から(指揮：シルヴァン・カンブルラン) ストラヴィンスキー:バレエ音楽「春の祭典」(指揮：シルヴァン・カンブルラン) |
| 23     | 2010年8月12日（木）  | モーツァルト：交響曲第41番「ジュピター」(指揮：シルヴァン・カンブルラン) ハイドン：トランペット協奏曲(トランペット：ルベン・シメオ、指揮レイフ・セーゲルスタム) リムスキー＝コルサコフ(ルベン・シメオ編)：熊蜂の飛行(トランペット：ルベン・シメオ)                       |
| 24     | 2010年9月09日（木）  | プロコフィエフ：交響的物語「ピーターと狼」(語り：伊倉一恵、指揮藤岡幸夫) プロコフィエフ：バレエ音楽「ロメオとジュリエット」から(指揮：藤岡幸夫) |
| 25     | 2010年10月14日（木） | R.シュトラウス：ホルン協奏曲第2番(ホルン：ラデク・バボラーク、指揮：下野竜也) R.シュトラウス：「メタモルフォーゼン」から(指揮：下野竜也) ヒンデミット：ウェーバーの主題による交響的変容(指揮：下野竜也)                                                                  |
| 26     | 2010年11月11日（木） | モーツァルト：歌劇「魔笛」(前編)(東京二期会オペラ劇場、指揮：テオドール・グシュルバウアー、演出：実相寺昭雄) |
| 27     | 2010年12月02日（木） | モーツァルト：歌劇「魔笛」(後編)(東京二期会オペラ劇場、指揮：テオドール・グシュルバウアー、演出：実相寺昭雄) |
| 28     | 2011年1月13日（木）  | ショパン：ピアノ協奏曲第2番(ピアノ：小林愛実、指揮：キンボー・イシイ＝エトウ) ショパン：夜想曲第8番(ピアノ：辻井伸行) |
| 29     | 2011年2月10日（木）  | ドヴォルザーク：交響曲第8番(指揮：キンボー・イシイ＝エトウ) |
| 30     | 2011年3月10日（木）  | ドビュッシー(コンスタン編)：「ペレアスとメリザンド」交響曲(指揮：シルヴァン・カンブルラン) コルンゴルト：ヴァイオリン協奏曲(ヴァイオリン：ヴィヴィアン・ハーグナー、指揮：シルヴァン・カンブルラン)                                                                      |
| 31     | 2011年4月14日（木）  | バッハ：G線上のアリア(指揮：下野竜也) 池辺晋一郎：多年生のプレリュード(読響委嘱作品、世界初演)から(指揮：下野竜也) リスト：ファウスト交響曲から(テノール：吉田浩之、合唱：新国立劇場合唱団、指揮：下野竜也)                                                              |
| 32     | 2011年5月12日（木）  | 読響×ポール・ポッツ グランドコンサート(テノール：ポール・ポッツ、指揮：渡邊一正) |
| 33     | 2011年6月09日（木）  | エヴァ・メイ オペラ・アリアの夕べ(ソプラノ：エヴァ・メイ、指揮：ジェラール・コルステン) |
| 34     | 2011年7月21日（木）  | リムスキー＝コルサコフ(宮村聡編)：熊蜂の飛行(チューバ：次田心平、指揮：大友直人) ヴォーン＝ウィリアムズ：チューバ協奏曲(チューバ：次田心平、指揮：大友直人) サン＝サーンス：ヴァイオリン協奏曲第3番から(ヴァイオリン：三浦文彰、指揮：広上淳一)                          |
| 35     | 2011年8月11日（木）  | スメタナ：連作交響詩「我が祖国」から交響詩「モルダウ」(指揮：シルヴァン・カンブルラン) ヤナーチェク：シンフォニエッタ(指揮：シルヴァン・カンブルラン) ヤナーチェク：狂詩曲「タラス・ブーリバ」(指揮：シルヴァン・カンブルラン)                                           |
| 36     | 2011年9月15日（木）  | ベートーヴェン：ピアノ協奏曲第5番「皇帝」(ピアノ：辻井伸行、指揮：パオロ・カリニャーニ) |
| 37     | 2011年10月13日（木） | サン＝サーンス：交響曲第3番「オルガン付き」(指揮：大友直人) ヴォーン＝ウィリアムズ：タリスの主題による幻想曲(指揮：大友直人) |
| 38     | 2011年11月10日（木） | プロコフィエフ：交響曲第7番「青春」(指揮：広上淳一) ヒンデミット：管弦楽のための協奏曲(日本初演)(指揮：下野竜也) |
| 39     | 2011年12月01日（木） | ブルックナー：交響曲第4番「ロマンティック」(指揮：下野竜也) |
| 40     | 2012年1月12日（木）  | ブラームス：ピアノ協奏曲第2番から(ピアノ：ミシェル・ダルベルト、指揮：沼尻竜典) |
| 41     | 2012年2月09日（木）  | ブラームス：交響曲第4番(指揮：沼尻竜典) |
| 42     | 2012年3月15日（木）  | ベルリオーズ：劇的交響曲「ロミオとジュリエット」から(指揮：シルヴァン・カンブルラン、メゾ・ソプラノ：カタリーナ・カルネウス、テノール：ジャン＝ポール・フシェクール、バス：ローラン・ナウリ、合唱：新国立劇場合唱団)                                                     |

※日本テレビにおける放送日
※放送日は暦日上の日付で表示

## ネット動画配信
番組HP内の演奏動画集ページにて過去収録された演奏会ライヴ動画が無料配信されている。国内のオーケストラとしては初めての試みであり、放送ではカットになった楽曲、未放送の楽曲とも、全曲ノーカットとなっている。カーテンコールまでUPされているのが特徴。

## 公開録画
以下の通り公開収録が行われた。
| 収録日               | 会場                             | 共演者                                          | 曲目 |
| -------------------- | -------------------------------- | ----------------------------------------------- | --- |
| 2008年10月24日（金） | 昭和女子大学人見記念講堂         | 沼尻竜典(指揮) 大岩千穂(ソプラノ)               | 三善晃：ノエシス～オーケストラのための ワーグナー：楽劇「ニュルンベルクのマイスタージンガー」から「第1幕への前奏曲」 R.シュトラウス：楽劇「サロメ」から                          |
| 2009年2月25日（水）  | 昭和女子大学人見記念講堂         | 藤岡幸夫(指揮) 村治奏一(ギター)                 | バッハ：シャコンヌ ロドリーゴ：アランフェス協奏曲 シベリウス：交響曲第5番 |
| 2009年6月3日（水）   | すみだトリフォニーホール         | 下野竜也(指揮) 中村紘子(ピアノ)                 | 矢代秋雄：ピアノ協奏曲 シューマン：交響曲第4番 |
| 2009年9月8日（火）   | 昭和女子大学人見記念講堂         | 小林研一郎(指揮) 横坂源(チェロ)                 | ドヴォルザーク：チェロ協奏曲 ハイドン：交響曲第45番「告別」 |
| 2010年5月27日（木）  | すみだトリフォニーホール         | 藤岡幸夫(指揮) 伊倉一恵(語り)                   | プロコフィエフ：交響的物語「ピーターと狼」 プロコフィエフ：バレエ音楽「ロメオとジュリエット」から                                                                                |
| 2010年10月28日（木） | 昭和女子大学人見記念講堂         | キンボー・イシイ＝エトウ(指揮) 小林愛実(ピアノ) | ショパン：ピアノ協奏曲第2番 ドヴォルザーク：交響曲第8番 |
| 2011年2月3日（木）   | 東京オペラシティコンサートホール | 大友直人(指揮) 次田心平(チューバ)               | ヴォーン＝ウィリアムズ：タリスの主題による幻想曲 ヴォーン＝ウィリアムズ：チューバ協奏曲 リムスキー＝コルサコフ(宮村聡編)：熊蜂の飛行 サン＝サーンス：交響曲第3番「オルガン付き」 |
| 2011年4月7日（木）   | 東京オペラシティコンサートホール | 広上淳一(指揮) 三浦文彰(ヴァイオリン)           | バッハ：G線上のアリア ショスタコーヴィチ：祝典序曲 サン＝サーンス：ヴァイオリン協奏曲第3番 プロコフィエフ：交響曲第7番「青春」                                                   |
| 2011年11月28日（金） | すみだトリフォニーホール         | 沼尻竜典(指揮) ミシェル・ダルベルト(ピアノ)     | ブラームス：ピアノ協奏曲第2番 ブラームス：交響曲第4番 |
| 2012年2月9日（木）   | すみだトリフォニーホール         | 三ツ橋敬子(指揮) 蠣崎耕三(オーボエ)             | R.シュトラウス：13管楽器のためのセレナード R.シュトラウス：オーボエ協奏曲 メンデルスゾーン：交響曲第4番「イタリア」                                                              |

※いずれも「読響Symphonic Live〜深夜の音楽会 公開録画」名義で行われたものであるが、実際には後継番組読響シンフォニックライブで放送されたものもある。